# Rivière aux Saumons (île d'Anticosti)
Pour les articles homonymes, voir Rivière au Saumon et Saumon (homonymie).
La rivière aux Saumons est un cours d'eau de l'île d'Anticosti se jetant dans golfe du Saint-Laurent. Elle est située dans la municipalité de L'Île-d'Anticosti, au Québec (Canada).

## Toponymie
Le toponyme « rivière aux Saumons » a été officialisé le 5 décembre 1968 par le gouvernement du Québec.

## Géographie
La rivière aux Saumons tire sa source du lac Rainsford (altitude: 187 m) situé au centre de l'île d'Anticosti. Cette source est située à l'est de Port-Menier et à l'ouest de la pointe est de l'île d'Anticosti.
À partir de sa source, la rivière aux Saumons coule sur environ 59 km avec une dénivellation de 186 m, entièrement en zone forestière dans la zone de la SÉPAQ, selon les segments suivants:
- vers le sud en zone de marais, d'abord en traversant un petit lac, puis un second lac (altitude: 186 m) en forme de V, où le courant tourne vers l'est après avoir contourné une presqu'île rattachée à la rive nord, jusqu'à son embouchure;
- vers l'est, d'abord en formant un petit crochet vers le sud et en traversant une zone de marais, en recueillant deux ruisseaux (venant du nord), en recueillant un ruisseau (venant du sud), en passant au sud du Champ-des-Gouffres, en formant une boucle vers le sud, puis un crochet vers le nord, et un autre vers le sud, en recueillant la décharge (venant du nord) de plusieurs lacs, jusqu'à un ruisseau (venant du sud-ouest);
- vers le nord-est en formant deux grandes courbes vers le sud-est, en recueillant un ruisseau (venant du sud-ouest) et la décharge (venant du sud) d'un petit lac, jusqu'au ruisseau Poulin (venant de l'ouest);
- vers le nord-est dans une vallée encaissée, formant une boucle vers le nord-ouest à mi-segment, jusqu'à son embouchure[3].

La rivière aux Saumons se déverse au fond de l'anse Harvey sur la rive nord de l'île d'Anticosti. L'entrée de cette baie a une largeur d'environ  5 km, soit entre la pointe du cap Harvey à l'ouest et la pointe à la Batterie à l'est. Cette baie pénètre les terres vers le sud.

## Activités
Une route forestière dessert la partie intermédiaire et inférieure de son cours. Un aéroport est aménagé dans le secteur des gouffres[réf. souhaitée] pour favoriser les activités touristiques. La sylviculture est la principale activité économique de cette zone. Les activités récréatives et touristiques y sont possibles, notamment la pêche au saumon et les excursions.